# Řikovice
Řikovice je vesnice, část obce Morašice v okrese Svitavy. Nachází se 2 km na jihovýchod od Morašic. V roce 2009 zde bylo evidováno 52 adres. V roce 2014 zde trvale žilo 132 obyvatel. Řikovice se v posledních 2 letech rozrostla o nové sídliště směrem na Osík.
Řikovice leží v katastrálním území Řikovice u Litomyšle o rozloze 2,69 km2. V katastrálním území Řikovice u Litomyšle leží i Višňáry.

## Další fotografie

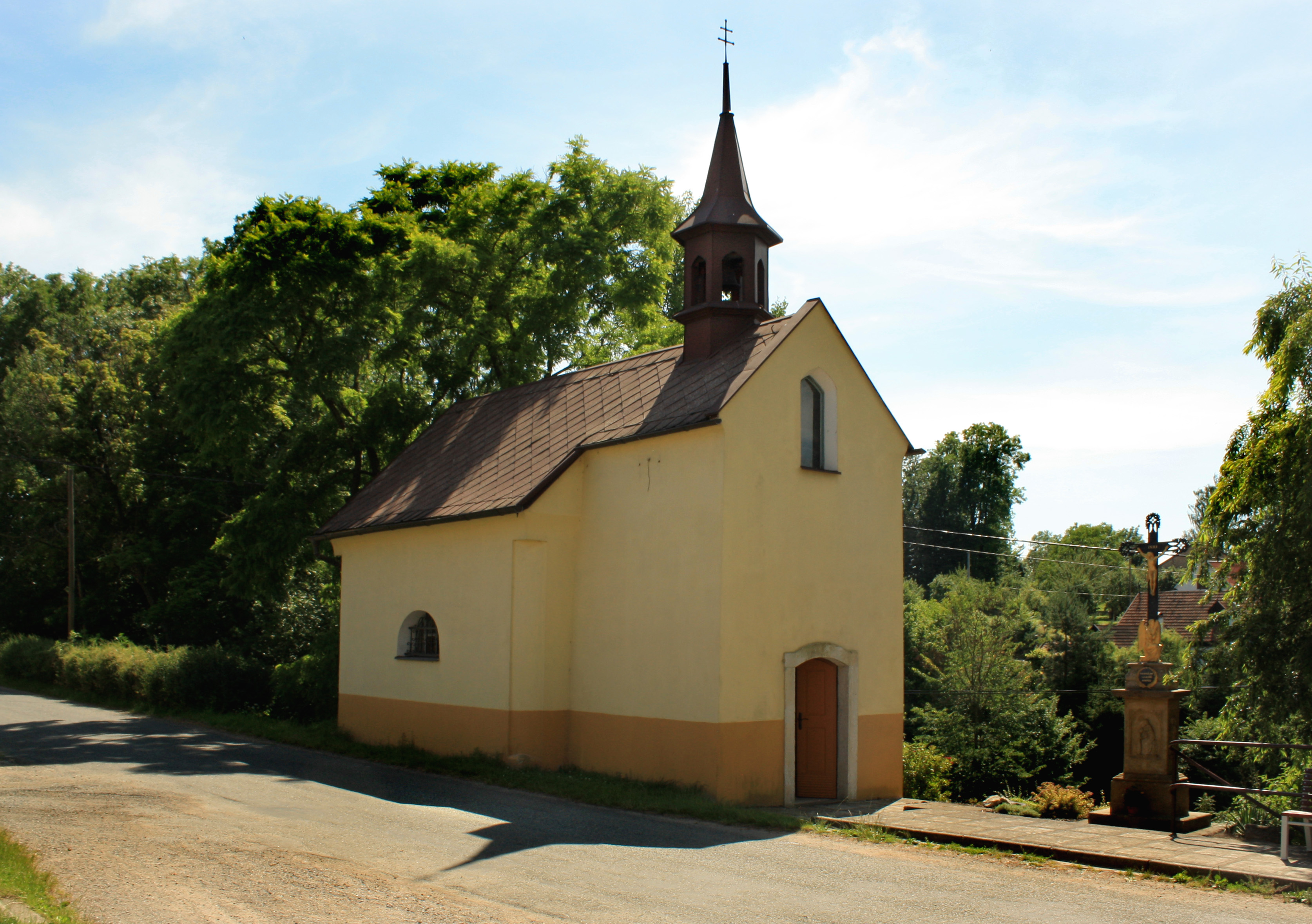
Kaplička u hlavní silnice
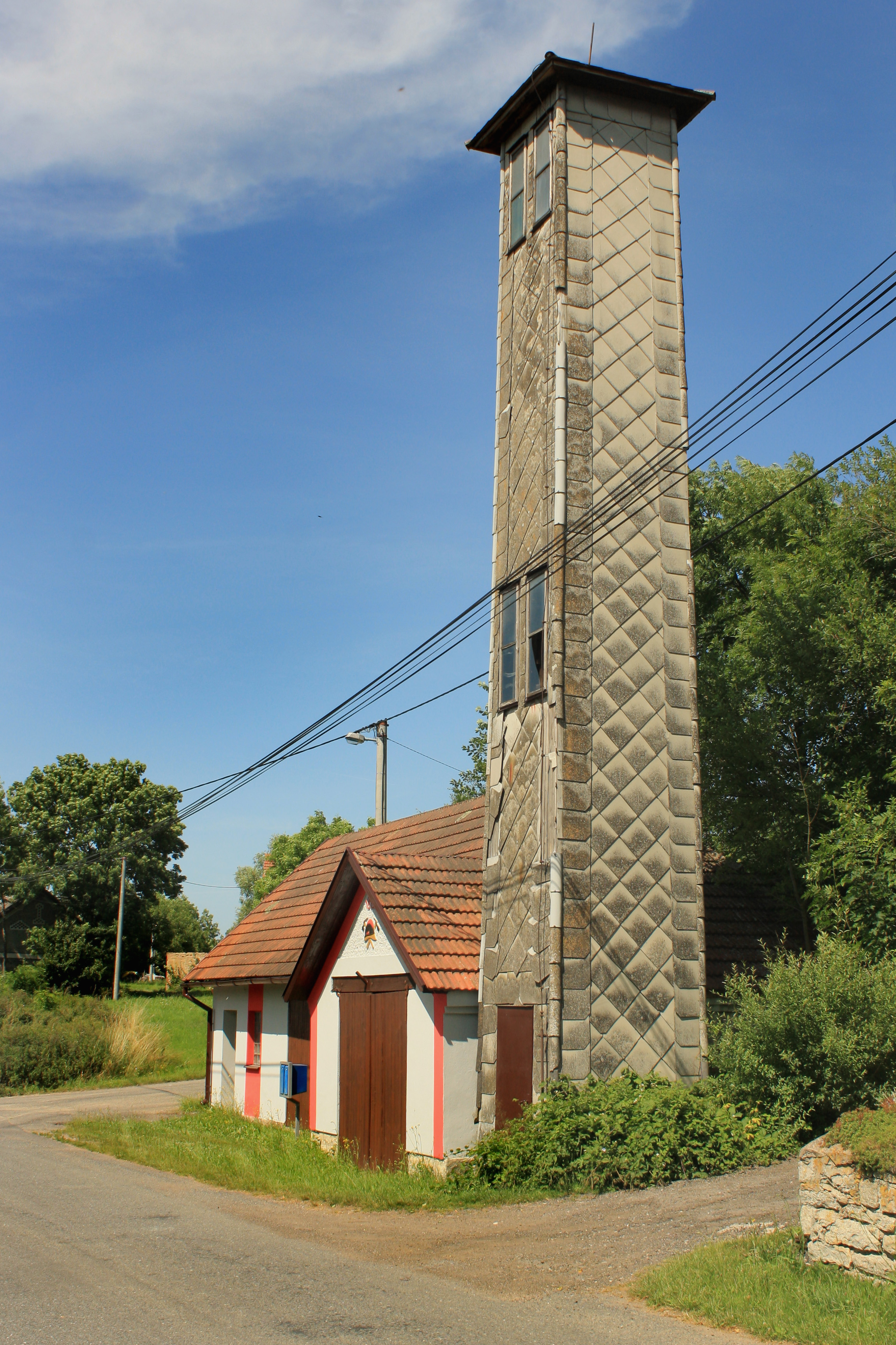
Vysoká hasičská zbrojnice
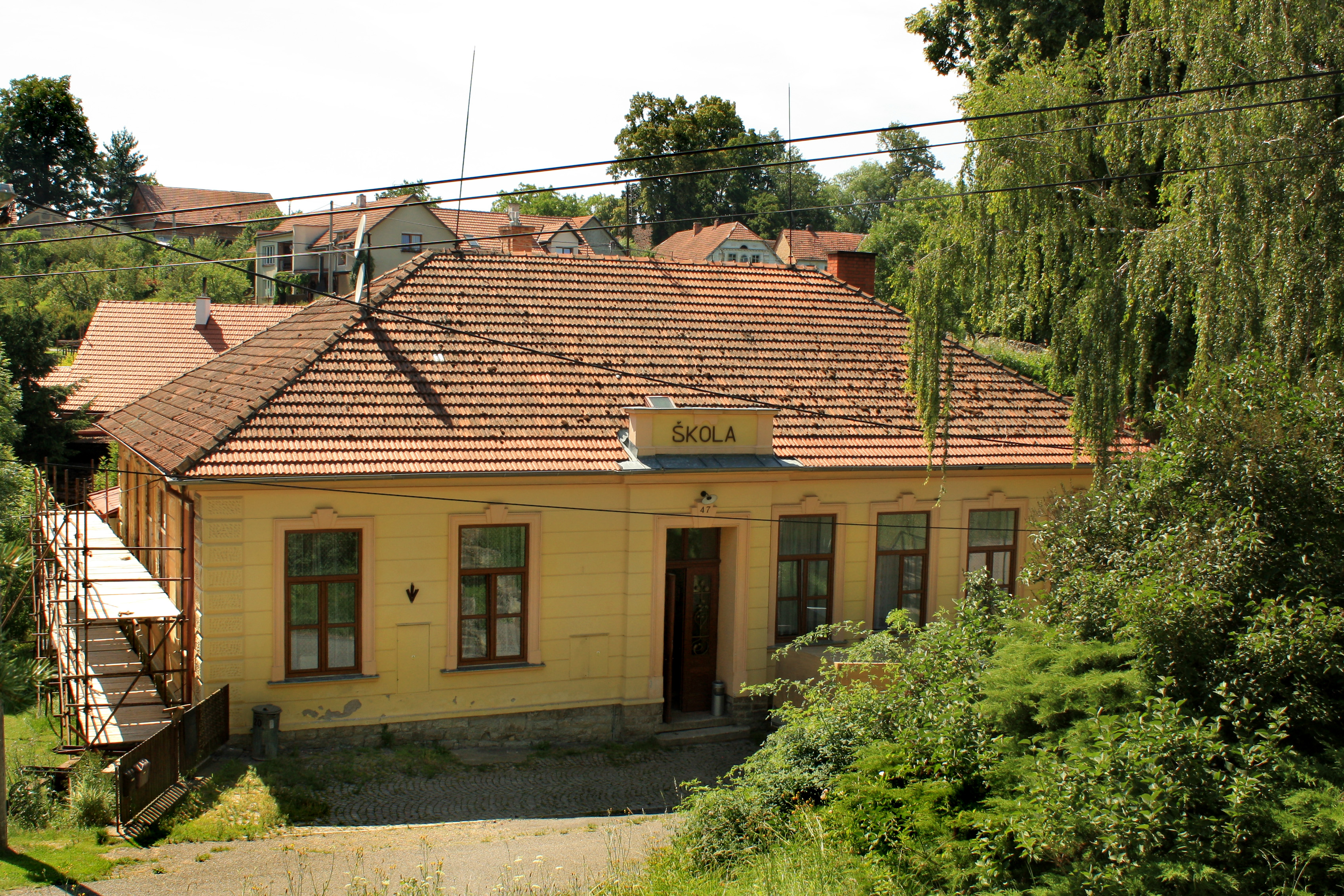
Bývalá škola